# Pococí (tổng)
Pococí là một tổng trong tỉnh Limón, Costa Rica. Tổng này có diện tích 2403,49 km², dân số năm 2008 là 121735 người..